# 銀の匙
『銀の匙』（ぎんのさじ）は、中勘助による自伝的小説である。

## 概要
本棚の引き出しにしまった小箱の中にある銀の匙をきっかけに、幼年期の伯母に包まれた生活を回想する。

## 経緯
前編が1910年（明治43年）に執筆され、1913年（大正2年）には「つむじまがり」と題された後編が執筆された。夏目漱石に送って閲読を乞うたところ絶賛を得て、その推挙により同年4月8日から6月4日まで前編全57回が、1915年（大正4年）4月17日から6月2日まで後編全47回が東京朝日新聞で連載された。
1921年（大正10年）に岩波書店から単行本が出版され、1935年（昭和10年）11月には岩波文庫版が発行された。岩波文庫版には和辻哲郎が解説を寄せている。2003年（平成15年）に岩波書店が創業90年を記念して行った「読者が選ぶ〈私の好きな岩波文庫100〉」キャンペーンにおいて、本書は、夏目漱石の『こころ』、『坊っちゃん』に次いで、3位に選ばれた。また、岩波文庫版は113万6000部が発行され、岩波文庫で10位に位置するベストセラーとなっている（2006年（平成18年）12月現在）。さらに、2012年には、後述のように同書を使った授業を展開したことで知られる橋本武が解説を付けた版が、小学館文庫として刊行されている

## 影響
灘中学校において国語教諭の橋本武は、1950年から、教科書を使わず、中学の3年間をかけて本作品を読み込む授業を行っていた（『銀の匙』授業）。その理解と解釈の深い掘り下げ方に物語は遅々として進まず、生徒から「この進捗では3年で終わらないのでは」という声があがるが、橋本は「すぐ役に立つことは、すぐに役立たなくなる」としテーマの真髄に近づき問題をきちんと理解できるかどうか“学ぶ力の背骨”を生徒が物語から学ぶよう教鞭を取った。この授業を受けた生徒に、東京大学総長・濱田純一、神奈川県知事・黒岩祐治、弁護士・海渡雄一、阪急阪神ホールディングス代表取締役会長・角和夫、最高裁判所裁判官・山崎敏充らがいる。

## 書誌情報
- 岩波書店〈岩波文庫〉、改版1999年5月、 ISBN 978-4-00-310511-5。ワイド版2001年
- 小学館〈小学館文庫〉、2012年10月、 ISBN 978-4-09-408774-1
- KADOKAWA〈角川文庫〉、改版2014年6月、 ISBN 978-4-04-101338-0
- ポプラ社〈ポプラポケット文庫〉、2016年1月、 ISBN 978-4-591-14786-3
- 新潮社〈新潮文庫〉、2016年9月、 ISBN 978-4-10-120571-7
- 朝日出版社、2019年9月、 ISBN 978-4-255-01127-1